# Davey Wavey
Davey Wavey (ur. 12 lipca 1984 w Rhode Island) – amerykański youtuber, trener personalny i osobowość internetowa. 

## Życiorys
Urodził się i dorastał w małym mieście w stanie Rhode Island, skąd później przeprowadził się do Waszyngtonu i Toronto w Kanadzie. W wieku 16 lat ujawnił się bliskim jako gej. Był menedżerem marketingu w Family Equality Council, firmie zajmującej się prawami osób LGBT. Niedługo później, w 2006 założył kanał w serwisie YouTube o nazwie wickydkewl, na którym umieszcza filmy nagrywane w formie wideobloga i porusza w nich głównie kwestie związane z homoseksualnością i społecznością LGBT. 17 lipca 2008 założył konto daveywaveyfitness, na którym do czerwca 2014 publikował filmy związane z treningami fitnessu. 23 kwietnia 2010 założył konto DaveyWaveyRaw, na którym porusza tematykę gejowskiego seksu. W 2017 uruchomił witrynę internetową himerostv.com z treściami erotycznymi.